# Бобовской Сергій Вікторович
Сергій Вікторович Бобовской (рос. Сергей Викторович Бобовской; нар. 28 лютого 1960, Іркутськ, РРФСР — пом. 5 лютого 2020, Іркутськ, Росія) — радянський та російський футболіст, центральний захисник. Зіграв 350 матчів за «Зірку» (Іркутськ).

## Життєпис
Перші тренери — Галета Юрій Євгенович, Вєдєнєєв Олександр Петрович. Вже у 12-річному віці виступав серед дорослих на першості заводу, де працював його батько. Викликався до юнацької збірної РРФСР, брав участь у турнірі «Надія».
З 1980 виступав у змаганнях майстрів за іркутську «Зірку». Був одним із провідних захисників клубу, вирізнявся технічною грою. Багато років становив дует центральних захисників із Василем Савіним. Отримував запрошення від московського «Спартака», донецького «Шахтаря», «Ротора», але довгий час відмовлявся від переходу.
1988 року перейшов до «Уралмашу», став переможцем зонального турніру другої ліги. У цей період жив в одній квартирі з Олегом Веретенніковим, який лише розпочинав свою кар'єру. Окрім Іркутська, також грав у перші роки після розпаду СРСР за «Металург» (Алдан) та «Селенгу» (Улан-Уде).
У складі іркутської «Зірки» провів 13 сезонів, зіграв 350 матчів та відзначився 26-ма голами у першостях СРСР та Росії.
Після закінчення кар'єри працював тренером з футболу в іркутській середній школі №75. У 2005 році отримав серйозні опіки та провів 50 днів у лікарні, проте після цього продовжив роботу. Брав участь у матчах ветеранів. Помер 4 лютого 2020 року.

## Особисте життя
Батьки — Віктор Гур'янович та Ганна Миронівна. Дружина Ольга, дочка футбольного тренера Валерія Виборова. Дві доньки.
Носив прізвисько «Боб».